# علم در جهان اسلام در قرون وسطی

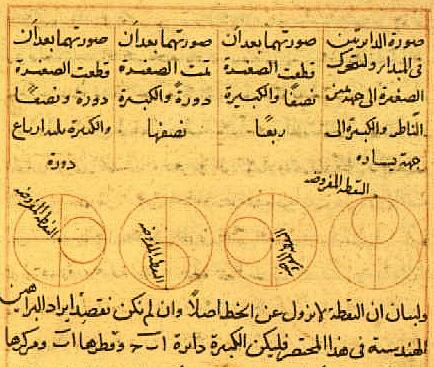
نوشته کتیبه قدیمی جفت طوسی

علم در جهان اسلام در قرون وسطی، علمی بود که در دوران طلایی اسلامی در دوران امویان قرطبه، اباضیان سیویل، سامانیان، زیاریان، آل بویه در ایران، خلافت عباسی و فراتر از آن توسعه و به کار گرفته شد و تقریباً در دوره زمانی بین ۷۸۶ و ۱۲۵۸ میلادی دستاوردهای علمی اسلامی طیف وسیعی از حوزه‌های نجوم، ریاضیات پزشکی کیمیاگری و شیمی، گیاه‌شناسی و زراعت، جغرافیا و نقشه‌برداری، چشم‌شناسی، فارماکولوژی، فیزیک و جانورشناسی را در بر می‌گرفت.
از مهم‌ترین اثرات علم اسلامی تیببن روش علمی توسط ابن هیثم و ابن نفیس بود. اثر مهم دیگر آنها توسعه سیستم عدد نویسی عربی و اختراع مثلثات (سینوس -کسینوس -تانژانت و تهیه جداول آنها)انتقال آن به اروپا بود که راه را برای رنسانس گشود.
علم اسلامی قرون وسطی دارای اهداف عملی و اهداف تحقیق و فهم هستی بود. به عنوان مثال، نجوم برای تعیین قبله برای نماز مفید بود، گیاه‌شناسی در کشاورزی کاربرد عملی داشت، مانند آثار ابن بصال و ابن عوام، و جغرافیای ابوزید بلخی. ریاضیدانان اسلامی مانند خوارزمی، ابن سینا و جمشید کاشانی در جبر، مثلثات، هندسه و اعداد عربی پیشرفت کردند. پزشکان اسلامی بیماری‌هایی مانند آبله و سرخک را توصیف کردند و نظریه پزشکی کلاسیک یونان را به چالش کشیدند. بیرونی، ابن سینا و دیگران تهیه صدها داروی ساخته شده از گیاهان دارویی و ترکیبات شیمیایی را توصیف کردند. فیزیکدانان اسلامی مانند ابن هیثم، بیرونی و دیگران به مطالعه علم اپتیک و مکانیک و همچنین نجوم پرداختند و از دیدگاه ارسطو در مورد حرکت انتقاد کردند.